# 덕수궁
덕수궁(德壽宮)은 서울 중구 정동(貞洞)에 있는 조선과 대한제국의 궁궐이다. 대한민국의 사적으로 지정되어 있다. 본래 이름은 경운궁(慶運宮)으로, 아관파천 이후 환궁하여 법궁으로 사용되다가 순종 즉위 후 궁의 이름을 현재의 덕수궁으로 변경하였다. 현재의 영역 외에 선원전, 홍원, 중명전 영역도 덕수궁의 영역으로 모두 이어져 있었으나, 일제강점기를 거치면서 축소되었다.
조선 초기 세조가 남편을 잃고 궁궐을 떠나는 맏며느리 수빈 한씨(인수대비)를 가엽게 여겨 개인 사저로 마련해주었고, 이후 한씨의 차남 자산군이 보위에 오르게 되어 궁궐에 들어가자 장남인 월산대군이 물려받았다. 임진왜란 이후 선조가 월산대군의 집을 임시로 왕의 거처로 쓰면서 궁이 되었다. 1608년 선조가 죽은 뒤 광해군이 이곳에서 즉위하였는데, 그해 완성된 창덕궁으로 떠나면서 경운궁이라는 궁호를 붙여주었다. 1623년에는 인조가 이곳에서 즉위하였다.
1897년(고종 34) 고종이 러시아 공사관에서 이 궁으로 거처를 옮기면서 비로소 궁궐다운 장대한 전각들을 갖추게 되었다. 1904년 큰 화재로 전각 대부분이 소실되었으나 이듬해에 다시 중건했으며, 1906년엔 대안문(大安門)이 수리된 뒤 대한문(大漢門)으로 개칭하게 됐다. 1907년(순종 1)엔 순종이 즉위 후 궁호가 경운궁에서 덕수궁으로 개명되었다. 일제강점기를 거치며 궁역이 대규모로 축소되고 전각들이 대부분 훼철되어 오늘날에 이르고 있다.

## 명칭

### 어원
덕수(德壽)는 '덕이 높고 오래 산다'라는 뜻이다. 순종이 창덕궁으로 이어하며 아버지인 고종에게 장수를 빌며 내린 궁호이다. 상왕의 궁에 관례적으로 붙이던 이름이다. 같은 덕수궁은 아니지만, 같은 이름의 다른 덕수궁은 조선 초에도 있었다. 양위한 태조의 소어궁(所御宮)도 정종이 개성에 건립한 뒤 이름을 덕수궁이라 했다. 그 후 태종이 서울로 재환도하여 지금의 창경궁 부근에 태조의 궁을 세웠을 때에도 같은 이름인 덕수궁이라 하였다. 즉 고종과 마찬가지로 생전에 양위한 부왕의 궁에 덕수라는 이름을 붙인 것이다. 송나라에도 같은 이름의 궁이 있었다.

### 명칭 회복론
2011년 4월 한 시민에 의해 "덕수궁의 본래 이름인 경운궁 명칭을 회복해야 한다."라는 민원이 제기되었다. 이에 따라 문화재청에서는 3차례 공청회를 개최하였는데, 원광대학교 이민원 교수 등은 덕수궁 명칭을 유지해야한다고 본 반면 명지대학교 홍순민 교수 등은 경운궁으로 환원할 것을 주장했다. 덕수궁 명칭 유지 측은 “100여 년 이상 사용되어 이미 사회적으로 정착된 명칭이므로 이를 바꿀 경우 사회적 경제적 비용이 커서 혼란을 초래할 수 있으므로 현행대로 유지하여야 한다.”는 입장을 보였으며, 경운궁 명칭 유지측은 경운궁이 “1611년부터 300여년 간 사용되어온 역사적인 명칭이며, 고종이 러시아 공사관으로 옮겨갔다가 경운궁으로 돌아와서 대한제국을 선포한 이후에는 대한제국 황실의 명실상부한 법궁이었으나, 1907년 궁궐명칭이 덕수궁으로 개칭된 것은 일본 제국주의의 압력에 의하여 고종이 황제위를 순종에게 양위한 뒤 이전 황제의 거처라는 의미를 갖는 것이므로 원 명칭으로 회복하여야 한다.”는 입장을 내세웠다.
최종적으로 문화재청은 2011년 12월 14일 오후 국립고궁박물관에서 열린 문화재위원회 사적분과 회의에서 덕수궁 명칭 변경 문제를 심의한 결과 경운궁으로 명칭을 변경해야 할 이유가 충분하지 못하고, 그에 대한 반대 의견도 많은 만큼 명칭 변경 안건 심의 자체를 '보류'하기로 했다고 밝혔다. 대신, 문화재위원회는 충분한 시간을 두고 덕수궁에 대한 광범위한 학술 연구 등을 거쳐 추후에 명칭 변경 재추진 여부를 결정하기로 했다.

## 역사

### 조선 초기
현재의 덕수궁 자리에는 본래 1469년(예종 1년) 남이의 옥에 연루된 조영달(趙穎達)의 집이 있었다. 왕실은 조영달이 역모에 연루된 까닭에 그 집을 몰수하였고, 그로부터 1년 뒤인 1470년 성종이 즉위한 뒤 세종의 막내아들이자 적8남인 영응대군 이염(李琰)의 처(妻) 송씨에게 하사하였다. 이듬해 송씨가 이 집을 왕실에 바치자 이름을 연경궁(延慶宮)으로 지었다.
이듬해인 1472년(성종 3년) 12월에는 성종의 생부인 의경세자 이장(李暲)의 묘(廟)인 의묘(懿廟)를 연경궁 후원에 세우고, 의경세자의 장남으로 제사를 지낼 월산대군에게 연경궁을 하사하였다. 의경세자가 20세에 죽고 그의 부인이자 성종의 생모인 수빈 한씨(인수대비)가 왕대비가 되어 입궁한 까닭에 월산대군이 오롯이 연경궁을 소유하게 되었다. 1475년(성종 6년)에 의묘의 위패를 경복궁 안의 연은전(延恩殿)으로 옮기게 되어 연경궁은 월산대군의 집으로만 남았다.

### 행궁 시기

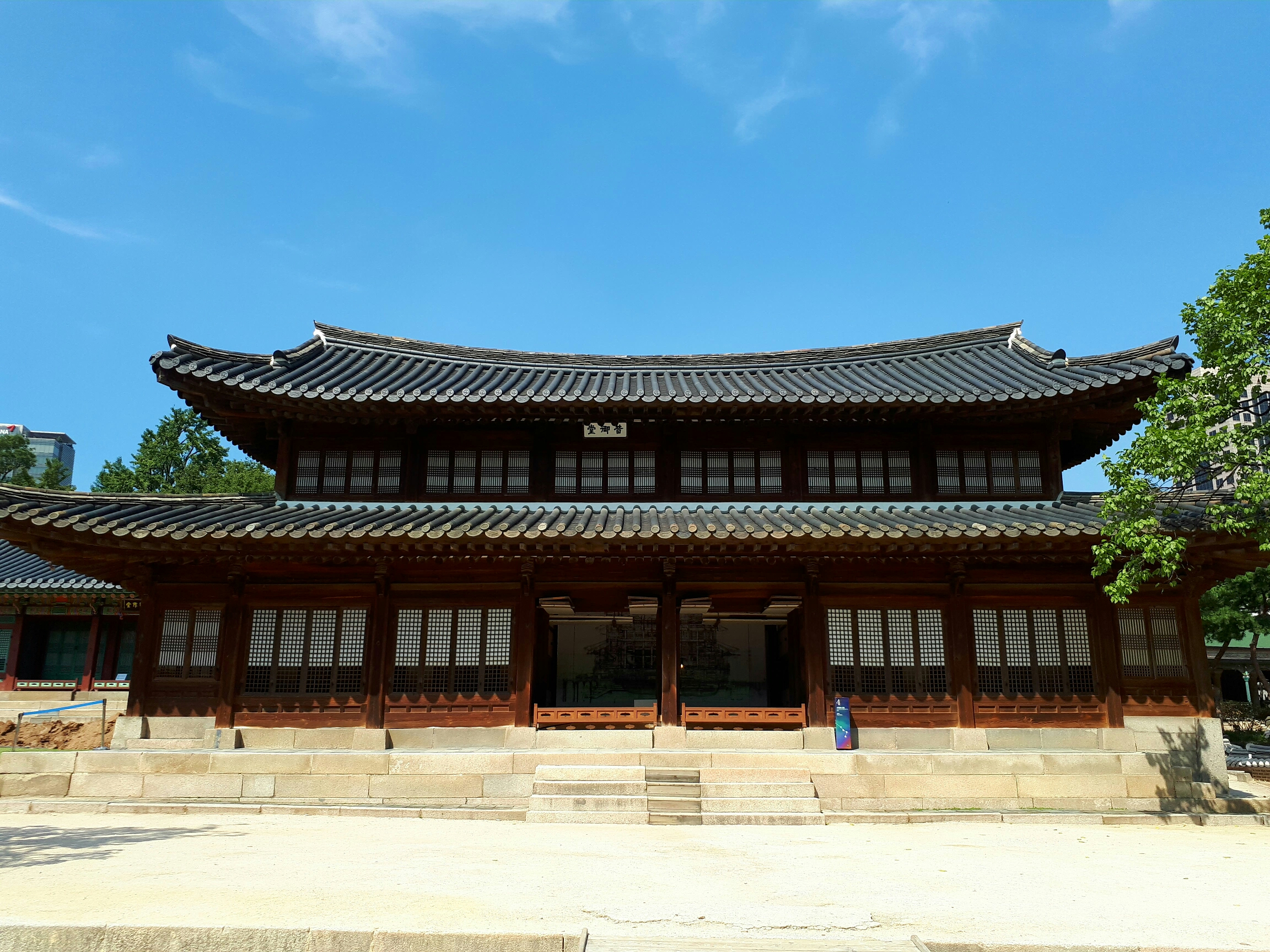
선조가 침소로 사용했던 장소인 석어당.

월산대군이 사망한지 104년이 지난 1592년 임진왜란이 발발하고, 선조는 의주까지 몽진했다가 이듬해 10월 4일에 환궁한다. 한양 내 모든 궁궐이 소실된 까닭에 선조는 과거 월산대군의 집이었던 연경궁을 고치고 주변의 여러 가옥과 대지를 궁역으로 합친 뒤 임시 거처지인 시어소(時御所)로 사용하기 시작하였다. 이 때 정릉동에 있다 하여 정릉동(貞陵洞) 행궁 또는 정릉행궁이라 불렸다. 정릉행동과 소공동 부근은 왜장들이 한양을 점령했을 때 주둔했던 장소이기 때문에 임금이 오랫동안 거처하기에 부적합한 장소로 여겨졌기 때문에, 처음부터 다른 궁궐로의 환궁을 염두에 둔 임시거처로 사용한 것이었다.
이즈음 선조가 자식들에게 내탕(內帑)을 임시로 변통하여 나눠준 뒤 이 선례에 따라 궁방전(宮房田)을 나눠주었기 때문에, 왕실의 내탕을 마련하고 관리하는 기능을 하는 명례궁(明禮宮)이 설치된 것으로 본다. 명례궁은 석어당의 북쪽, 정간헌의 서쪽에 존재했다.
정릉행궁의 규모가 협소한 까닭에 선조는 창덕궁의 중건을 지시함과 동시에 주변의 민가를 매입하여 궁역에 포함시키도록 지시한다. 이 때 집 주인들에게 집값을 지불했고, 사인(士人)의 경우에는 관직을 제수했다. 선조는 이후 창덕궁이 완공되는 것을 보지 못하고 1608년 석어당에서 죽었다. 선조의 아들인 광해군도 정릉행궁 즉조당에서 즉위했다.

### 경운궁 시기
1611년 11월 15일(광해군 3년 음력 10월 11일) 창덕궁으로 이거(移居)하면서 이 행궁을 경운궁(慶運宮)이라 이름 지으며 비로소 왕궁이 되었다. 원래는 흥경궁(興慶宮)으로 하고자 하였으나, 광해군이 “이것은 전대의 궁호이니 적절하지 않은 것 같다. 합당한 궁호를 여러 개 써서 아뢰라.”라고 하였으므로, 경운궁이라고 이름 지었다. 광해군은 창덕궁에 약 2개월간 거처하다가 대신들의 반대를 무릅쓰고 그해 음력 12월 경운궁으로 다시 돌아왔다.
광해군이 다시 창덕궁으로 이거 하게 된 것은 1615년 음력 4월이었으며, 창덕궁·창경궁 등의 중건은 크게 진척시키면서도 경운궁은 영건공사에서 제외되어 그저 현상유지를 하는 정도에 그쳤다. 1618년에는 그의 계모인 인목대비를 경운궁에 유폐하고 대비의 칭호를 폐지하였으며, 경운궁은 서궁(西宮)이라 칭하게 되었다. 이는 경운궁이 서쪽에 있었기 때문이다. 그리고 1620년에는 건축되었던 궐내아문(闕內衙門) 등을 허물고 그 재목과 기와를 내사(內司)로 옮기니 이 궁은 더욱 퇴락하게 되었다.
1623년 음력 3월 서인(西人) 이귀(李貴)·최명길(崔鳴吉) 등이 선조의 손자인 능양군(陵陽君)을 추대하고 인조반정을 일으켜 인목대비의 명으로 광해군을 폐하고 능양군이 인조로 등극한다. 인조는 경운궁 별당에 행차하여 인목대비를 만나 경운궁 즉조당(卽祚堂)에서 즉위식을 거행하였다. 그러나 인조는 이 궁에서 거처하지 않고 8일 후 인목대비와 함께 창덕궁으로 옮겨가고, 그해 음력 7월에는 선조가 침전으로 쓰던 즉조당과 석어당의 두 건물을 제외하고 30년간 궁역에 속해 있던 여러 가옥·대지를 본 주인에게 돌려주었다. 이로써 경운궁은 두 채의 건물만 남긴 채, 한적한 별궁 정도로 축소되었다.

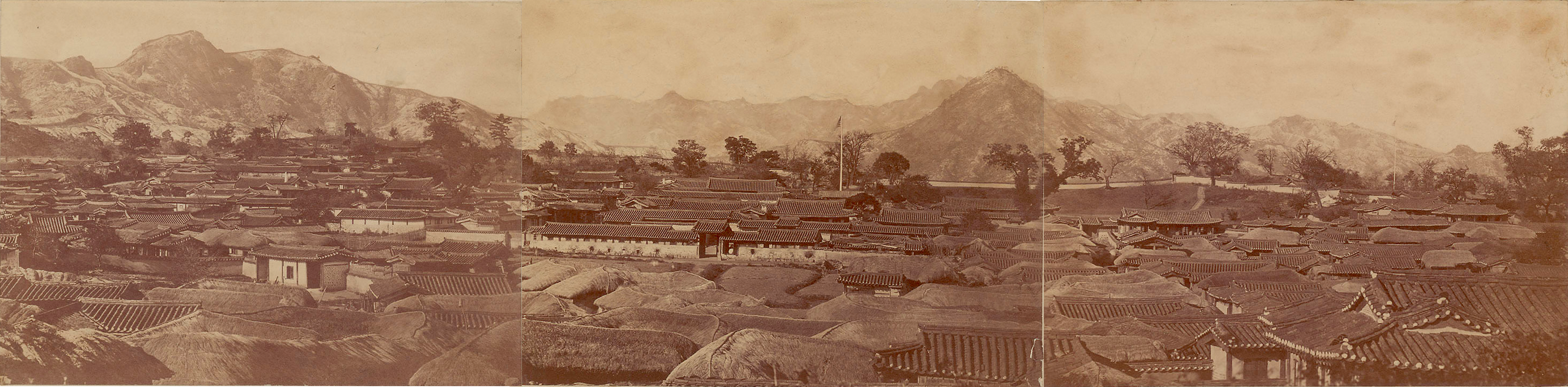
1886년 오가와 카즈마사가 촬영한 정동의 모습. 가운데 미국 공사관이 있으며, 맨 우측 영국 공사관 아래에 즉조당과 석어당이 위치하였다.

그 후 영조는 1773년(영조 49년), 선조의 환도어거 180주년을 맞이하는 해의 2월 21일(음력 2월 1일) 세손(후의 정조)과 함께 경운궁의 즉조당에서 선조의 고생을 회상하면서 사배례(四拜禮)를 행하였다. 고종도 1876년(고종 13) 즉조당에서 전배(展拜)하였다. 1882년 조미 수호 통상 조약을 맺고 1883년 루시어스 푸트가 미국 공사로 파견됨에 따라 5월에 민계호의 집을 구입해 미국 공사관으로 삼았다. 영국은 1884년 조영 통상 조약을 맺고 공사를 파견하였으며, 미국의 선례를 따라 마찬가지로 정동에 영국공사관을 건설하였다. 러시아도 같은해 조로 수호 통상 조약을 맺어 공사를 파견하였는데, 역시 정동에 러시아공사관을 지었다. 외국인 공사를 따라 조선에 들어온 선교사들 역시 정동에 집을 마련했고, 배재학당 등 교육시설과 새문안교회 등 교회도 정동에 들어서기 시작했다. 이렇게 경운궁 주변 정동은 외국의 영향력이 강하게 스며들어 유럽인 정착지 또는 유럽인 정착지(European Quarter), 공사 거리(Legation Street) 등으로 불리기 시작했다.

### 아관파천과 법궁

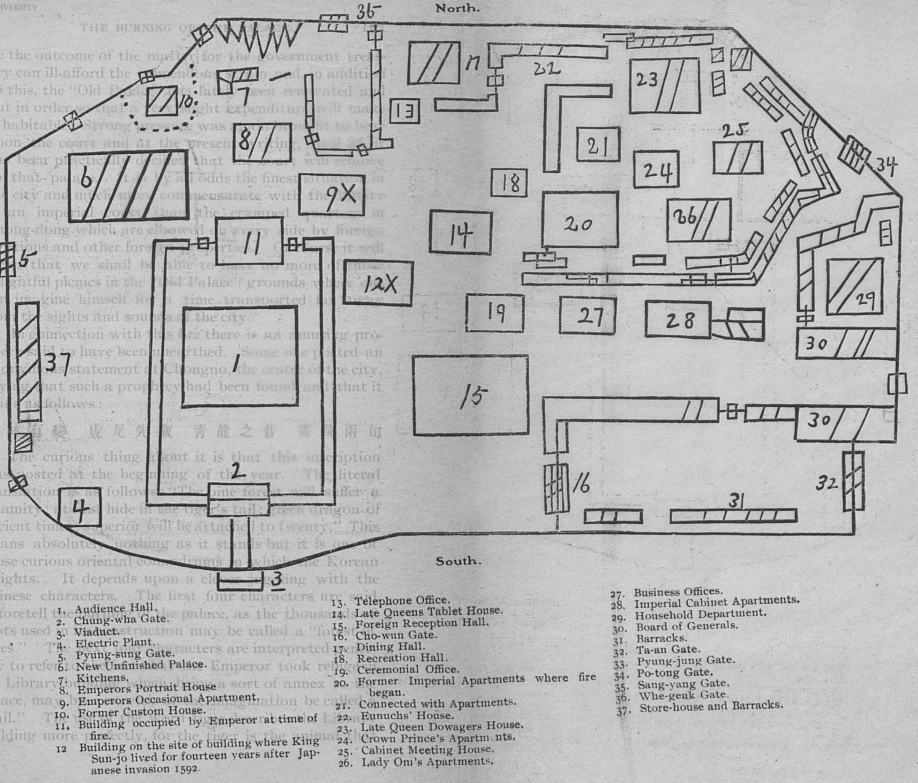
1904년 현재의 덕수궁 지역의 약도

1895년 10월 명성황후가 경복궁에서 살해당하는 을미사변이 발생하자, 고종은 생명의 위협을 느낀다. 이에 친미파 및 친러파 관료들은 고종을 미국 공사관으로 옮기고자 호러스 그랜트 언더우드, 카를 베베르 등과 함께 춘생문 사건을 일으킨다. 그러나 어윤중이 주모자를 채포하고 처형함에 따라 춘생문 사건은 좌절된다. 이듬해인 1896년 2월 11일, 고종은 세자와 함께 몰래 빠져나와 러시아공사관으로 피신하는 아관파천을 벌인다. 실제로 1981년 발굴조사에 의하면 러시아 공사관의 종탑 밑에는 밀실(密室)과 비밀통로가 마련되어 있었고, 이것은 덕수궁까지 연결되었다고 한다.
이 때 당시 왕태후인 효정왕후와 왕태자비인 순명효황후는 경운궁으로 이어시킨다. 고종은 아관파천으로부터 며칠 지나지 않은 2월 16일에 경운궁의 수리를 명령하고, 5월에는 경운궁 대유재(大猷齋) 등에서 고무라 주타로를 만나는 등 경운궁에서 종종 외교활동을 하였다. 같은해 9월 4일에는 명성황후의 혼백과 시신은 경소전(景昭殿)으로, 포함해 경복궁 선원전에 있던 국왕의 어진들을  옮기며 진전(眞殿)을 경운궁의 별전으로 이봉(移奉)하였다.

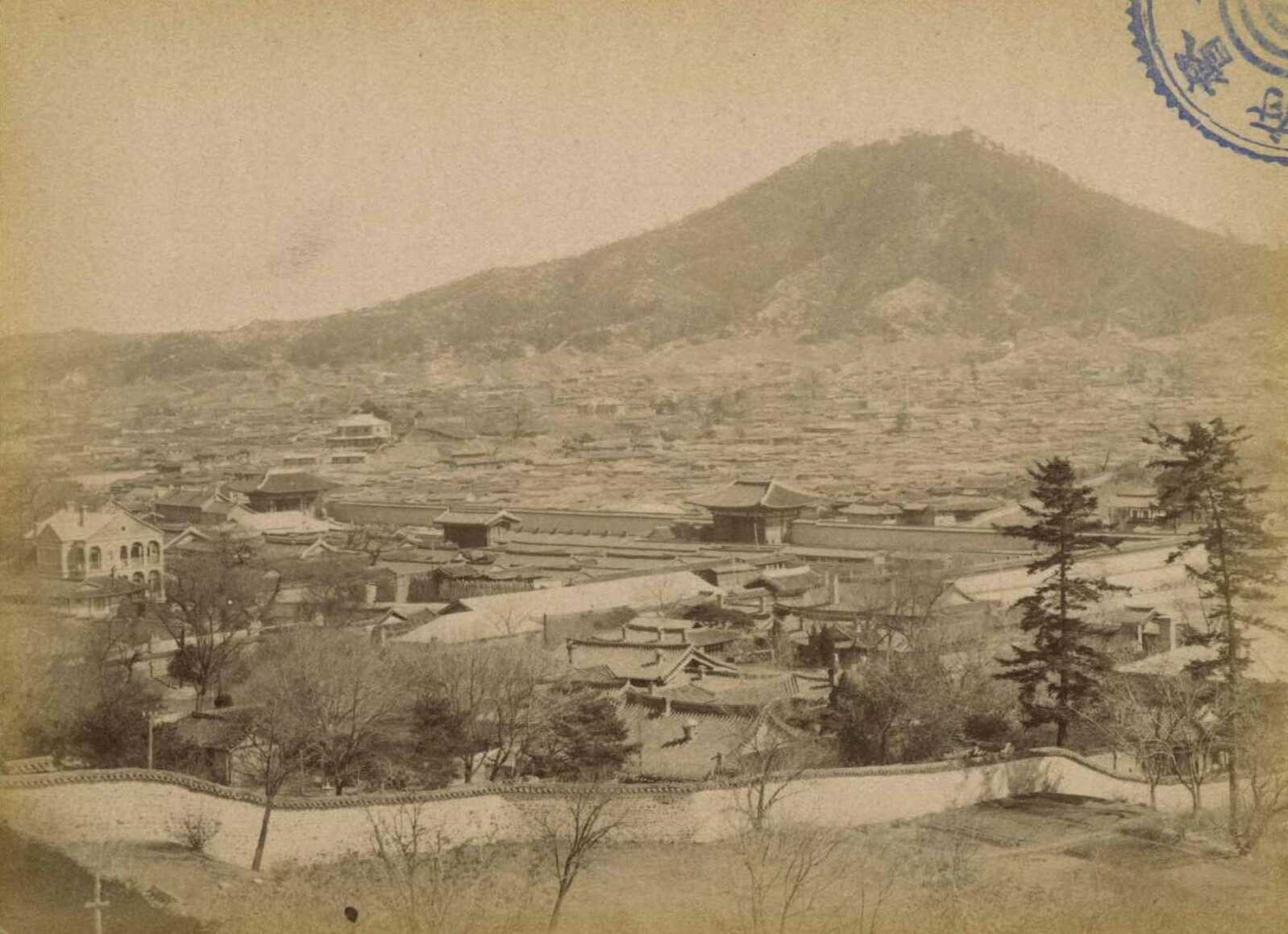
중화전 완공 이전의 경운궁 모습. 인화문과 대한문, 중문으로 사용되던 돈례문이 보인다.

1897년(건양 2) 2월 20일 고종은 아관파천을 멈추고 러시아 공사관에서 경운궁으로 이어한다. 고종이 이곳을 궁궐로 정한 이면에는 주위에 러시아·영국·미국 등 구미 강대국의 공사관이 있어 무슨 일이 생기면 즉시 보호를 요청하기 쉬운 곳이라는 고려도 있었던 것으로 본다. 그러나 이어의 뜻을 보인 것과는 달리, 경운궁은 광해군이 거주한 이후 제대로 된 궁의 기능을 하지 못하고, 오직 즉조당과 석어당만 남아있었다. 이에 1896년 고종의 지시로 개수되기 시작했다. 원래 경운궁의 정문은 인화문이었는데, 1896년 11월 19일에 민병석을 인화문현판서사관으로 임명하는 등 1896년 경운궁을 개수할 때 인화문을 개조한 것으로 추정된다. 인화문은 궁의 남쪽에 위치하여 정전인 중화전과 일직선상에 놓여 있었다. 중화전의 착공은 1901년에 이루어졌으며, 완공 전까지 고종은 즉조당의 편액을 태극전(泰極殿)으로  바꾸어 정전 대용으로 사용했다.

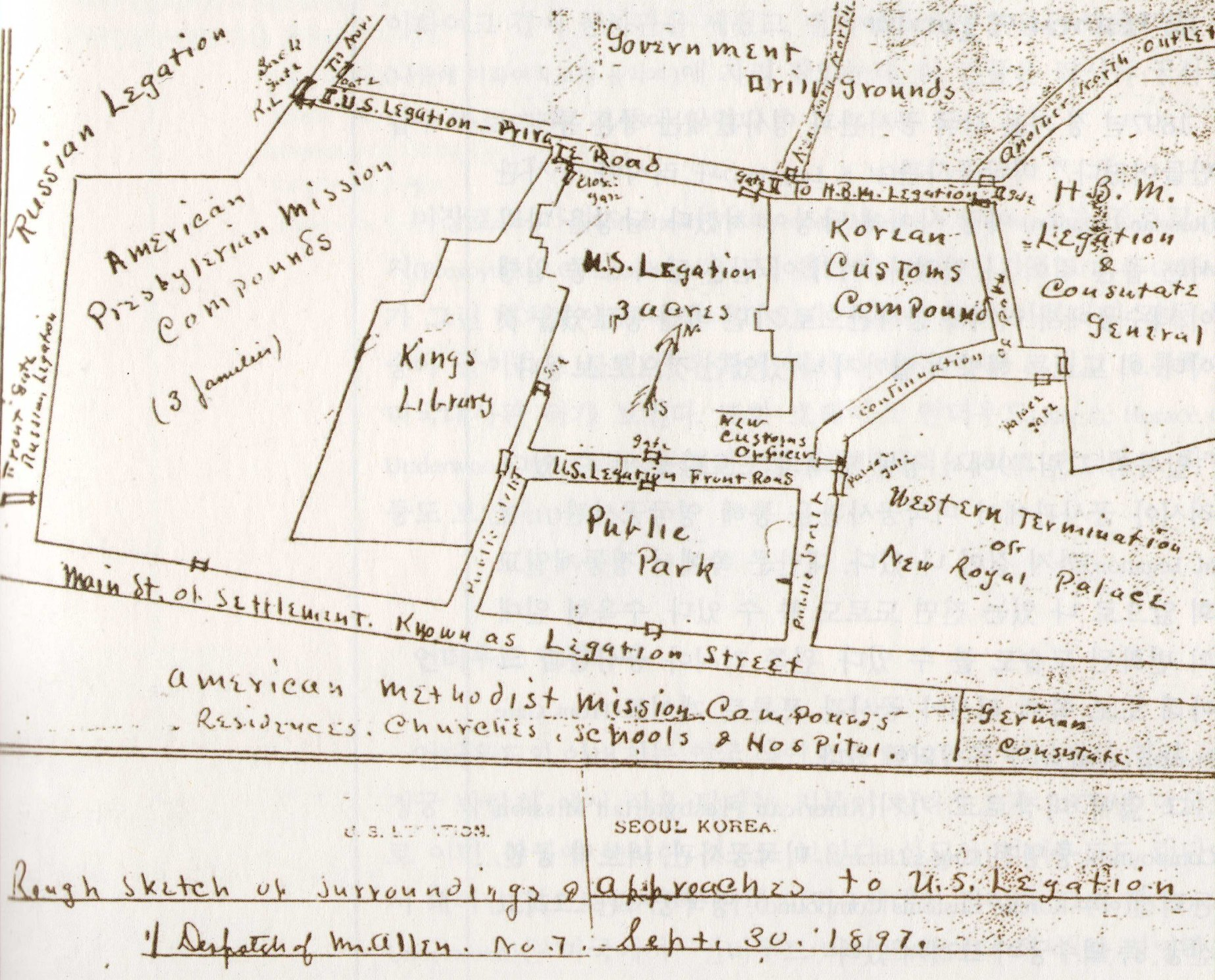
호러스 뉴턴 알렌이 편지에 동봉한 정동 지역의 스케치. 북측에 연병장(drill ground)이 있었고, 돈덕전 권역에 세관기지(Korean customs compound)가 위치했음을 보여준다.

경운궁은 원래 법궁으로 사용된 적이 없는 까닭에 그 입지가 매우 좁았다. 따라서 조정은 경운궁 주변의 토지를 매입해 경운궁으로 편입시키고자 하였다. 그러나 이미 덕수궁에 영국 공사관, 미국 공사관, 독일 공사관이 인접해 있었기 때문에 영역을 넓히는데 어려움을 겪는다. 주변 선교사에게 연락을 취해 주택 매입의사를 밝히고 공사관의 협조를 구한 결과, 미국 공사관 주변의 선교사 주택을 매입하고 독일 공사관의 부분적 협조를 얻어내었다. 정동 여학당이 연지동으로 이전하며 선교사들도 연지동으로 많이 이사를 간 터라, 선교사 사택이 경운궁 확장영역에 포함될 수 있었다. 1899년에 호러스 그랜트 언더우드 사택을 제외한 영역을 구입해 수옥헌을 지었다. 외국인 선교사들의 토지 이외에도 조선인 민가를 매입하고 관공서를 합병시키는 방식으로도 영역을 넓힌다. 대표적으로 경운궁 북측의 세관기지와 수어청을 경운궁에 합병했다. 이런 까닭에 경운궁은 복잡한 형태를 가지게 되었다. 이후 공사는 계속되어 선원전(璿源殿)·함녕전(咸寧殿)·보문각(普文閣)·사성당(思成堂) 등이 축조되었다.
9월 17일에는 고종의 황제 즉위식이 있어 우선 소공동(小公洞)의 원구단(圓丘壇)에서 하늘에 고하는 제사를 지내고 이날부터 이 궁은 대한제국의 정궁(正宮)이 되었으며, 연호를 광무(光武)라 하였다.

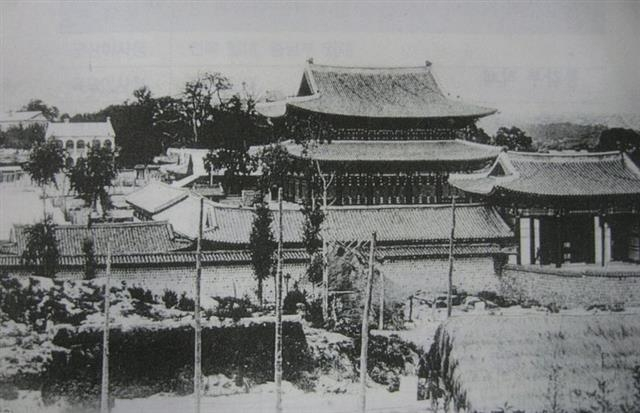
1904년 화재 이전의 경운궁. 중층의 중화전이 보인다.

1900년(광무 4)에는 담장 공사가 완성되었고 선원전에 불이 났으며, 봄에는 발전소의 설비가 끝나 궁내에 전기의 공급이 시작되었다. 또 이즈음에는 중화전(中和殿)과 관명전(觀明殿)·함녕전·선원전·경효전(景孝殿)·흥덕전(興德殿)·사성당·준명당(浚明堂)·경운당(景雲堂)·덕경당(德慶堂)·함유재(咸有齋)·청목재(淸穆齋)·보문각(普文閣)·문화각(文華閣)·수옥헌(漱玉軒)·정관헌(靜觀軒)·구성헌(九成軒)·인화문(仁化門 : 正門)·돈례문(敦禮門)·회극문(會極門)·영성문(永成門) 등의 전문(殿門)이 완성되었다. 또한 홍원 영역을 한성부로부터 구매하였는데, 비용 지출은 1904년 10월에 했다.
1901년에는 경희궁(慶熙宮)으로 통하는 구름다리가 가설·개통되었고, 이듬해 2월에는 법전(法殿)의 공역을 시작하였다. 이 법전을 중화전이라 이름 지었다가 즉조당으로 부르게 되었다. 이 공사는 10월에 완공되고 중화문도 완공되었으며 관명전도 영건되었다. 이 당시의 중화전은 2층 건물로 규모가 장대하였으며 주위에 행각(行閣)이 있었다.
1902년에는 중화전을 정전으로 하는 삼문삼조체계를 갖추고자 하였다. 중화전의 앞에 내문으로 중화문을 건설하는 것에는 무리가 없었으나, 중화문 앞에 외문을 짓고 외조를 확보하기에는 충분한 공간이 없었다. 따라서 독일 공사관에 토지 구매 의사를 밝혔으나 토지를 일부 얻는 것에 그쳐, 정전과 내문에 일직선으로 외문을 설치하지 못하고 외문인 조원문(朝元門)을 동측으로 꺾게 되었다. 외문인 조원문의 방향이 틀어짐에 따라 경운궁의 경복궁처럼 전형적인 남북방향 축이 아닌 창덕궁처럼 동서의 축을 갖게 되었다.

### 화재 및 덕수궁 시기

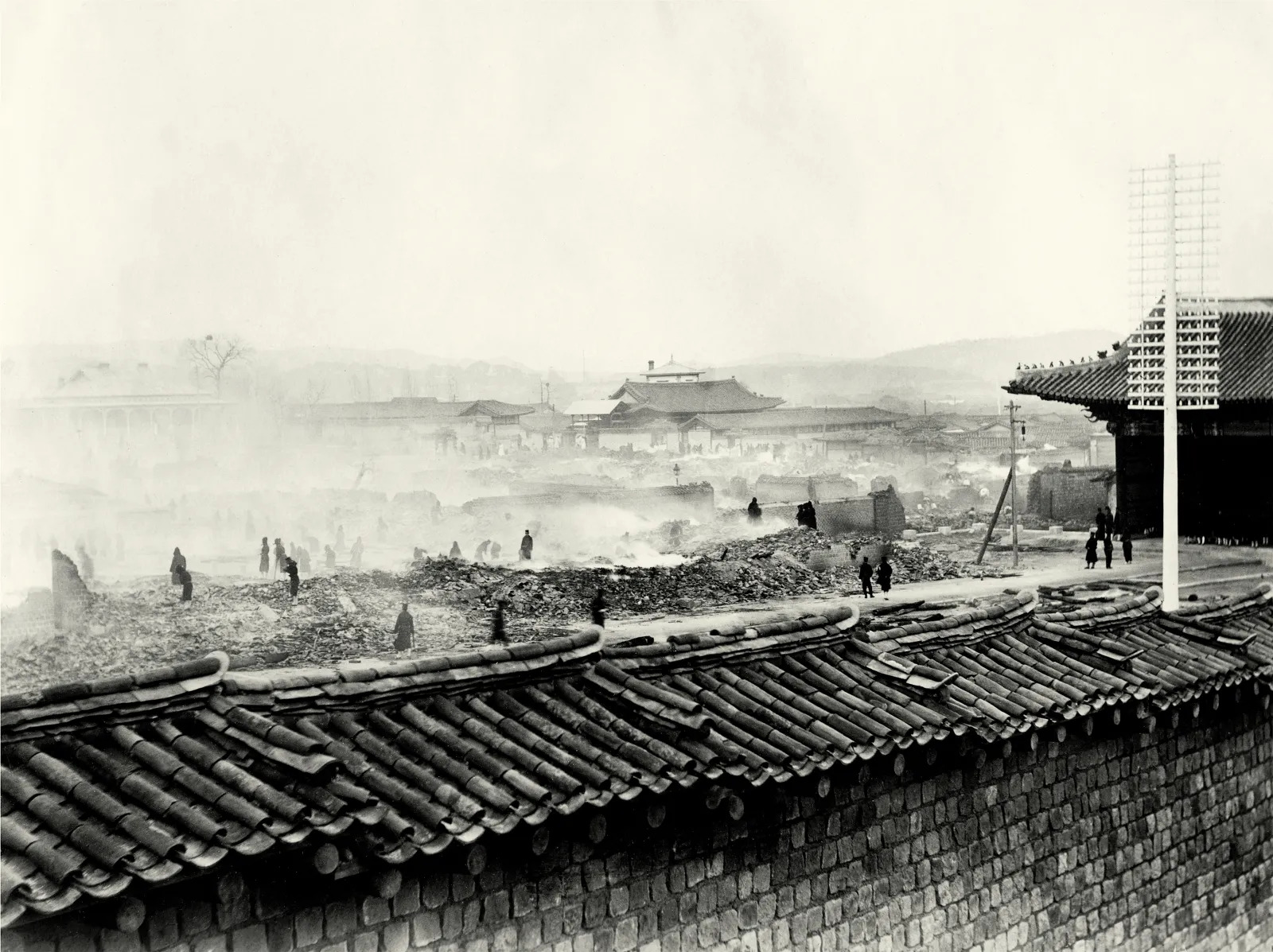
경운궁 화재 현장. 오른쪽에 경운궁의 중문이었던 조원문(朝元門)이 보인다.

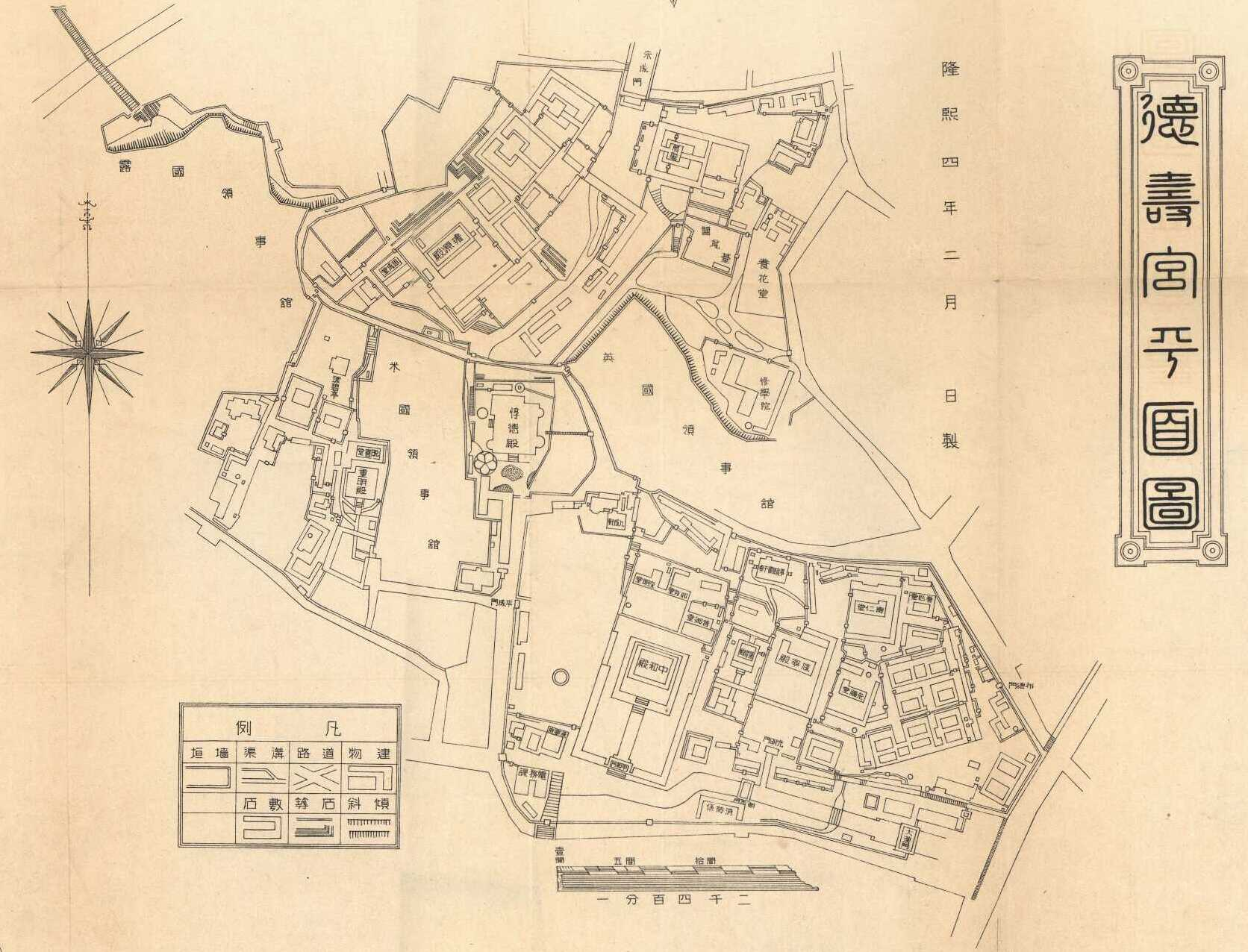
오다 쇼고가 1938년에 출판한 《덕수궁사》에 수록된 훼손 이전 대한제국 말기 덕수궁 평면도.

국가의 재정이 어려운 상황임에도 불구하고 증축을 거듭한 덕수궁이었지만, 1904년 4월 14일 밤 10시경에 영선사(營繕司)에서 함녕전의 온돌을 수리하던 중 화재가 발생했다. 당시 바람이 거센 까닭에 화재는 삽시간에 주변의 건물로 번지며 궁의 중심부를 집어삼켰다. 이 때 정전인 중화전뿐 아니라 가장 오래된 건물인 즉조당과 석어당, 신주(神主)를 모셨던 경효전과 어진(御眞)·예진(睿眞)을 봉안한 흠문각(欽文閣)이 모두 소실되었다. 특히 고종은 즉조당을 두고 선조의 시어소 시절부터 전해져 온 것으로 서까래 하나 고치지 않았는데 소실되었다며 매우 안타까워하였다. 고종은 당시 관명전에 머무른 까닭에 화마를 입지 않았고, 화재가 일어난 사실을 인지한 뒤 수옥헌(현재의 중명전)으로 피난하였다.
고종은 이튿날인 15일 자책하는 내용의 조칙을 반포하며 5일간 감선(減膳)을 행하였다. 16일에는 종묘, 효혜전, 환구단에서 고유제를 올렸다. 고종은 즉시 전각에 대한 중건을 명하여 우선 즉조당·석어당·경효전·흠경각(欽敬閣)을 응급 복구하였다. 고종의 복구명령에 반대하는 상소도 많이 올라왔다. 반대측은 경운궁이 을미사변 이후 임시로 사용하기 위한 것이었음에도 불구하고 중건을 위해 많은 재정을 소비하였는데, 구태여 중건하기보다는 창덕궁이나 경복궁으로 환궁해야 한다고 주장했다.
반대측의 주장에도 불구하고 경운궁은 중건되었다. 이 무렵 러일전쟁이 일어나 일본이 승리함으로써 1905년 10월 21일 밤에는 일본의 압력으로 을사늑약이 이곳에서 체결되는 등 혼란이 계속되어 공사가 활발하지 못하였다. 이런 와중에 중화전의 재건이 진행되었으므로 원래대로 2층으로 복구하지 못하고 단층으로 짓게 되었다.
중화전은 그해 1월부터 시작하여 경운궁의 정문인 대안문(大安門)을 수리하기로 하고 문의 명칭도 대한문(大漢門)으로 고쳤는데 이는 비서승(秘書丞)이며 풍수(風水)의 대가인 유시만(柳時滿)이 “국조연창(國祚延昌)하려면 ‘대안’을 ‘대한’으로 고쳐야 좋겠다.”라고 건의한 데서 비롯되었다. 대한문은 원래 높은 장대석의 기단이 있고 장엄한 돌계단이 있었으나 지금은 아스팔트 바닥에 묻혀 있다.
1907년 7월에 헤이그 밀사 사건의 여파로 고종이 퇴위하고 태자인 순종이 즉조당에서 즉위하였으며 연호를 융희(隆熙)라 개원(改元)하고 개원과 더불어 고종이 머물던 태황제궁(太皇帝宮)인 경운궁의 궁호를 덕수(德壽)라 함으로써 이름이 덕수궁으로 바뀌었다.
순종은 그해 9월 17일 즉조당에 이어(移御)하였다가 11월 13일 창덕궁으로 이어 하였다. 태황제는 양위 후 일시 수옥헌으로 옮겼으나 순종이 창덕궁으로 옮기자 다시 함녕전에 환어하여 1919년 1월 서거할 때까지 이곳에서 주로 거처하였다.

### 일제강점기

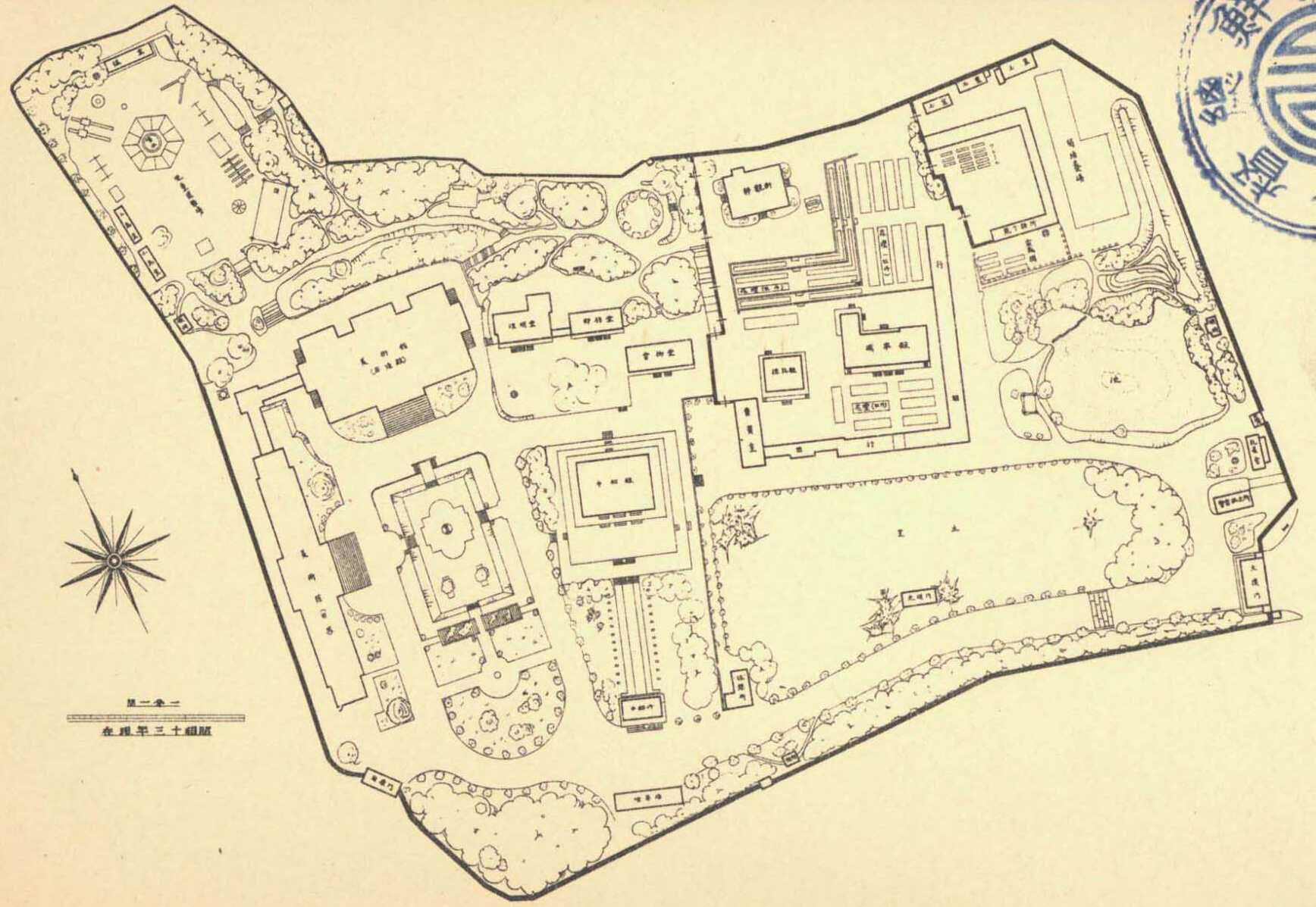
덕수궁 공원으로 운영되던 시기의 배치도 (1938년)

1910년(융희 4)에는 석조전(石造殿) 등 서양식 건물이 준공되었으나, 이미 국권은 일본 제국에 넘어긴 후였다. 1912년에 종로에서 숭례문으로 이어지는 직선도로인 태평로(현 세종대로)를 만드는데, 도로의 영역과 덕수궁의 영역이 겹치는 부분이 있었다. 이에 총독부는 동쪽 궁벽을 허물고, 그 근처에 있던 궐내각사 건물도 허물었다. 허물기 이전에는 현 서울특별시청 건물까지 덕수궁 궁장이 닿아있었다. 이 때 대한문도 당시의 위치에서 뒤로 옮겨졌다.
1919년에는 덕수궁에서 머물던 태황제 고종의 사망으로, 이후 덕수궁은 궁궐의 어떠한 기능도 수행하지 못했다. 고종 승하 후 1920년에는 미국공사관과 덕수궁 사이에 덕수궁길을 낸다. 1912년에 양이재 등 수학원 영역을 임대한 성공회 서울주교좌성당은 해당 영역을 매입한다. 더 나아가 이왕직 및 총독부는 필지를 분할하여 1922년에는 의효전 자리에 경성제일고등여학교를, 1923년에는 그 맞은편에 경성여자공립보통학교(현 덕수초등학교)를 세운다. 미국공사관도 토지를 매입했다.
1926년에는 창덕궁에서 순종이 사망한다. 그 후 구세군에 필지를 내어주고, 1931년에는 덕수궁을 공원으로 만들어 대중에 공개하자는 계획이 추진된다. 탑골공원이 협소하고 남산공원, 창경원보다 접근성이 좋다는 명목에서 공원화를 진행한 것이다. 덕수궁 중화전을 둘러싼 행랑을 포함해 많은 부분이 철거된다. 돈덕전이 있던 곳에는 아동을 위한 아동공원이 만들어졌고, 광명문이 있던 곳에는 커다란 연못이 조성되었다. 1933년 9월에는 덕수궁을 일반에 공개하고, 창경궁의 이왕가박물관을 덕수궁 석조전으로 이전하고자 하는 계획을 발표한다. 석조전의 서측에 30만원의 금액을 들여 나카무라 요시헤이의 설계로 이왕가미술관 건물을 1937년 8월에 기공하고 1938년 6월 5일에 개관하였다. 석조전은 이왕가미술관 구관(舊館)으로, 신축한 건물은 이왕가미술관 신관(新館)으로 불렀다. 조선의 고미술품은 이왕가미술관에서, 현대미술품은 석조전에서 전시하였다.

### 광복 이후

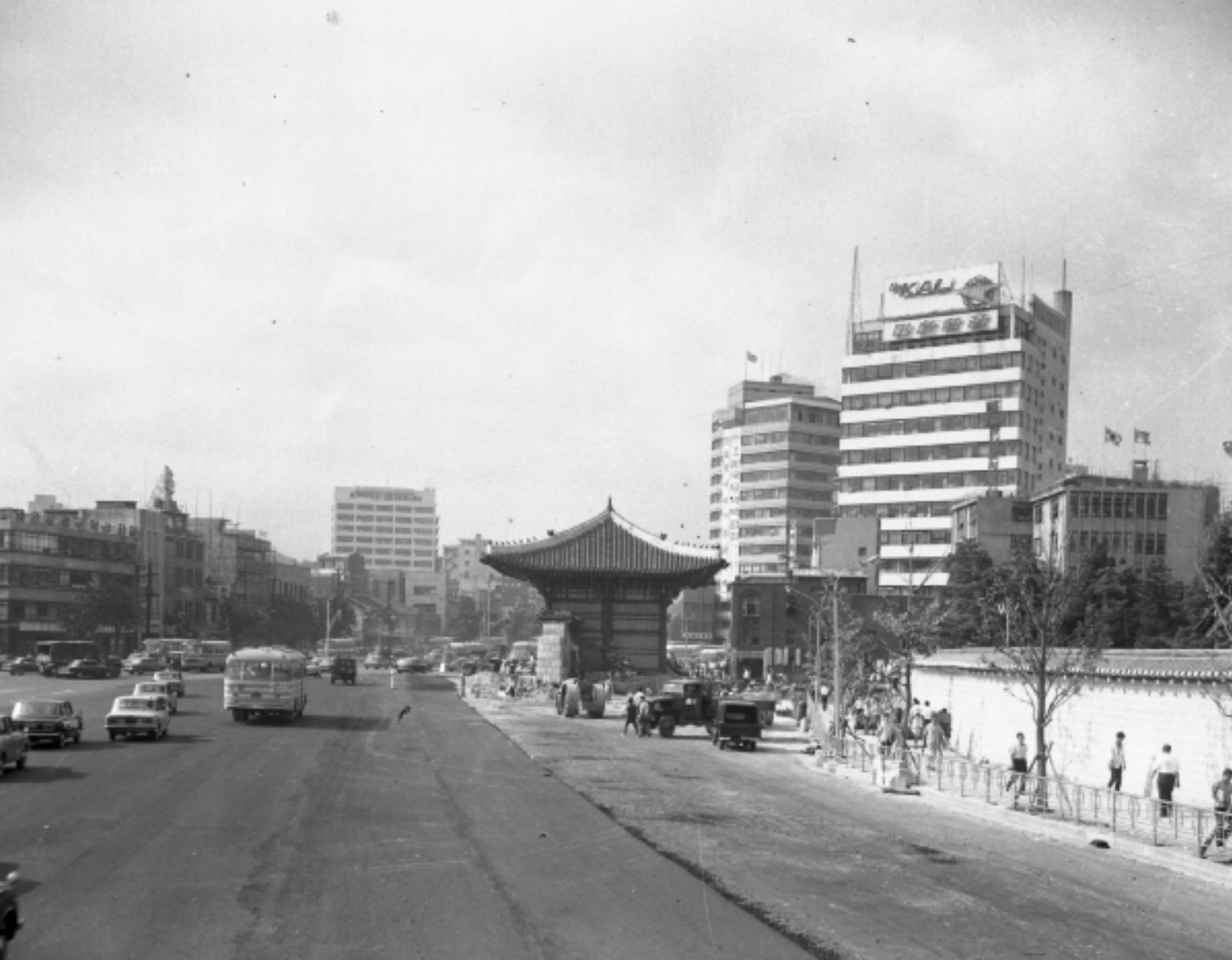
태평로를 확장시키며 궁장을 철거하는 모습 (1960년대)

6.25전쟁 이전에는 미소공동위원회가 석조전에서 개최된 바 있으며, 당시 석조전이 불타서 그 후 복구하여 국립박물관으로 사용하다가 왕궁유물전시관으로 사용되었다.
6.25 전쟁의 서울 수복 전투에서 인민군이 덕수궁으로 숨어들어간 적도 있었다. 미군이 포격을 개시하면 덕수궁은 파괴될 수 밖에 없었다. 그러나 제임스 딜 중위는 몬테카시노 전투에서 파괴된 몬테카시노 수도원의 예를 들며 포격을 반대했다. 이후 인민군이 을지로 방면으로 도망치자 포격을 개시하여 덕수궁은 훼손되지 않았다. 제임스 딜 중위는 업적을 인정받아 1996년 대한민국 정부로부터 감사패를 수여받았다.
덕수궁은 그동안 담장들이 뒤로 밀려지고 또한 목책에서 사괴석(四塊石)담으로 바뀌는 등 많은 변화가 있었다. 1968년 2월에는 태평로를 확장할 때 문화재관리위원회는 대한문을 후퇴시키기로 결정하였지만 실천하지는 않았다. 그러나 다른 궁장들은 옮겨졌기 때문에, 대한문은 태평로 중앙에 섬처럼 남게 되었다. 이후 1970년 11월에 33미터 뒤로 이건하여 현재의 위치에 놓이게 되었다. 이후 세종대왕 동상을 새로 설치하기도 했다. 현재 세종대왕 동상은 청량리로 옮겼다.

## 궁역 및 전각
덕수궁의 전체 영역은 현 덕수궁 권역, 선원전 및 홍원 영역, 중명전 영역으로 나눌 수 있다. 현재 덕수궁에는 정문인 대한문, 정전인 중화전과 중화문, 침전인 함녕전과 그 일곽(편전인 덕흥전과 동·서·남 행각 및 당시의 함녕전 정문이었던 광명문), 준명당·즉조당, 덕수궁 내에서는 유일한 2층 건물인 석어당, 그리고 정관헌·석조전 등의 건물이 남아 있는데, 덕수궁은 특히 서울에서 제일 먼저 근대 유럽의 고전주의파 건축 양식을 받아들인 진취적 궁궐이다.

### 궁문
궁궐이 처음 세워질 때 정문은 인화문이었으나 1906년에 대한문을 정문으로 삼았다. 그 외에도 궁궐의 동서남북으로 여러 개의 문이 있었다.
| 사진 | 설명 |
| ---- | --- |
|      | 대한문(大漢門) 대한문은 덕수궁의 정문이다. 원래 경운궁의 정문은 덕수궁 남쪽 중화문 건너편에 있던 인화문(仁化門)이었다. 1904년 화재 이후 1906년 중화전 등을 재건하면서 동쪽의 대안문(大安門)을 동년 4월 25일 대한문(大漢門)으로 이름을 고치고 궁의 정문으로 삼았다. 시청 앞 광장 쪽으로 동향하고 있는 현재의 대한문은 잦은 도로 확장 등으로 위치가 수차례 옮겨졌다. 원래 위치는 지금의 태평로 중앙선 부분이었다고 한다. 대한문은 정면 3칸, 측면 2칸의 평면에 다포식 우진각지붕으로 공포가 화려하다. 대한문은 경희궁의 정문인 흥화문과 함께 단층이며, 지금은 기단과 계단이 묻혀 있고, 소맷돌을 별도로 노출해 놓았다. 2021년부터 현 위치에 일제강점기 시절 훼철된 월대를 복원하는 공사에 들어갔다. 대한문 앞에서는 매일 세 번씩 왕궁수문장 교대의식이 치러지며, 한국어를 비롯해 일본어, 영어 등의 외국어로 교대의식에 대한 설명방송이 진행된다. |
|      | 인화문(仁化門) 인화문(仁化門)은 본래 덕수궁의 정문이었는데 덕수궁 궁역이 남쪽으로 확장되고 중화전과 중화문을 건립하는 자리에 인화문이 자리하고 있어 1902년경 철거된다. 인화문의 자리 근처에는 중화문이 자리하고 있다. 인화문의 현판은 이왕가박물관에 보관되어 있다가, 현재 국립고궁박물관에 소장되어 있다. |
|      | 건극문(建極門) 건극문(建極門)은 덕수궁의 남쪽에 있던 문이다. 인화문을 철거한 뒤 덕수구의 남쪽 변을 넓히고 새로 지었다. |
|      | 평장문(平章門) 평장문(平章門)은 덕수궁의 동쪽에 있던 문이다. 대한문의 북쪽에 위치하였는데, 두 원수부 건물 사이에 위치했다. 국왕을 제외한 사람들은 일반적으로 평장문을 통해 궁에 출입했다. 1912년에 태평로를 만들 때 동쪽 궁벽을 변경하며 철거되었다. |
|      | 포덕문(布德門) 포덕문(布德門)은 덕수궁의 동북쪽에 있던 문이다. 현재 서울시청 부근에 위치했다가 1912년에 태평로를 만들 때 동쪽 궁벽을 변경하며 철거하였다. |
|      | 생양문(生陽門) 생양문(生陽門)은 덕수궁에 북쪽에 위치한 문이다. 영국 대사관을 마주보고 있다. 2019년에 복원되었다. |
|      | 회극문(會極門) 회극문(會極門)은 덕수궁의 서북쪽에 위치했던 문이다. 돈덕전의 동쪽에 위치하며 영국 대사관에 접했다. |
|      | 집하문(輯嘏門) 집하문(輯嘏門)은 덕수궁의 서쪽에 위치했던 문이다. 구성헌의 서쪽에 있었으며, 석조전이 건설되었을 때 구성헌과 함께 그 시설에 포함되었다. |
|      | 평성문(平成門) 평성문(平成門)은 덕수궁의 정서쪽에 위치했던 문이다. 미국대사관을 마주보고 있었는데, 1911년 즈음에 헐렸다. |
|      | 영성문(永成門) 영성문(永成門)은 덕수궁의 서북쪽에 위치했던 문이다. |

### 외전
| 사진               | 설명 |
| ------------------ | --- |
| 중화전 전경 (2013) | 중화전(中和殿) 중화전(中和殿)은 덕수궁의 정전(正殿)이다. 보물 819호로 지정되었었고, 중화전이 세워진 월대는 상·하월대로 구성되어 있으며, 하월대는 3단으로 되어 있다. 1902년에 처음 세워졌을 때는 본래 중층이었으나 1904년 화재로 1906년에 단층으로 다시 지었다. 투각곡병과 일월오악그림 병풍 앞에 어좌가 놓이고, 돌마당에는 문무백관의 지위와 위치를 나타낸 품계석이 세워져 있다. 원래 중화전 주변으로 행각이 있었으나 일제강점기 때 철거되었으며, 현재 중화문 동쪽에 일부가 남아 있다. |
| 중화문 전경 (2013) | 중화문(中化門) 중화전과 같은 양식으로 지어졌으며, 다포계 팔작지붕이다. 원래 좌우로 행각이 있었으나 일제강점기 때 헐려 현재 동부에 조금 남아 있다. 중화문 앞에는 원래 덕수궁의 정문이었던 인화문(仁化門)이 있었다. |

### 내전
| 사진                           | 설명 | 비고             |
| ------------------------------ | --- | ---------------- |
| 준명당                         | 준명당(浚眀堂) 준명당(浚眀堂)은 1904년의 화재로 다시 지어졌다. 원래의 준명당은 정면 6칸, 측면 4칸의 팔작지붕 건물로 1897년에 새로 지은 내전(內殿)의 하나로 한때 고종이 거처하며 외국사신을 접견하던 곳으로, 후에 고종과 순종의 초상화를 봉안하였다. 준명당은 서쪽과 북쪽으로 가퇴를 덧달아 내놓았으며, 뒤쪽에 온돌방 4칸을 덧붙여 전체적으로 'ㄴ' 자형 평면을 이루고 있다. 덕혜옹주 유치원 생 시절 (5살) 준명당에 고종은 유치원을 만들어 덕혜옹주를 즐겁게 해 주었다. |                  |
| 덕수궁 즉조당                  | 즉조당(卽祚堂) 즉조당(卽祚堂)은 정면 7칸, 측면 4칸의 팔작지붕 건물이다. 덕수궁의 침전이다. 임진왜란으로 의주까지 피난 갔던 선조가 난이 수습된 뒤에 돌아와 시어소(時御所)로 사용하였다. 1623년 반정으로 인조가 그곳에서 즉위한 뒤에 즉조당이라 불린다. 1897년 고종이 경운궁으로 옮겨온 뒤 1902년 중화전이 건립될 때까지 정전으로 사용되었다. 1904년 화재 후 중건되었다. 이후 고종의 후비인 엄비(嚴妃)가 순종 융희 원년(1907년)부터 1911년 7월 승하할 때까지 거처하였다. 즉조당 앞에 놓인 괴석들은 1984년에 창경궁에서 옮겨온 것이다. 건물은 준명당과 복도 및 난간으로 연결되어 복합적인 구성을 보여주고 있는데, 이 건물의 오른쪽과 뒤쪽에 각각 가퇴(假退)를 덧달아 내놓아 평면을 확장시키는 수법을 쓰고 있다. 정면을 기준으로 평면 구성을 보면, 준명당과 복도로 연결된 맨 오른쪽 한 칸은 한 단 높게 구성된 누마루이며, 오른쪽 두 칸은 방과 방에 부속된 퇴이고, 그 옆은 대청과 개방된 현관, 맨 왼쪽 한 칸은 방이다. |                  |
| 덕수궁 석어당 (2013) (cropped) | 석어당(昔御堂) 석어당(昔御堂)은 궁전에 지어진 건물 중 전각을 제외한 유일한 이층집이다. 1904년(광무 8년) 화재 후 중건하였고, 원래의 건물은 석어당은 선조 26년(1593년) 창건했었다. 한때 인목대비가 유폐되었던 곳이며, 역대 국왕들이 임진왜란 때의 어렵던 일을 회상하며 선조(宣祖)를 추모하던 곳이기도 하다. 석어당은 정면 8칸, 측면 3칸이고, 위층이 정면 6칸, 측면 1칸인 굴도리집 우진각지붕이다. 2층으로 올라가는 계단은 서쪽 끝의 칸에 설치되었고, 2층은 칸막이 없이 넓은 공간으로 구성되었고, 사방에 창을 내었다. 궁내 건물임에도 단청을 하지 않았다. |                  |
| 덕수궁 함녕전 정면 (2013)      | 함녕전(咸寧殿) 함녕전(咸寧殿)은 광무 1년(1897년)에 지어진 목조 건물로서, 보물 제820호로 지정되었었다. 정면 9칸, 측면 4칸에 한쪽 후면 4칸이 더 붙은 'ㄱ' 자형을 하고 있으며, 익공으로 결구된 간결한 건물이다. 고종(高宗)이 왕위를 물려준 다음 순종(純宗)이 창덕궁으로 옮기자 고종이 거처하던 침전(寢殿)이다. 함녕전 남쪽으로는 행각(行閣)이 있고 치중문(致中門)과 봉양문(鳳陽門)이 있으며 정문은 광명문(光明門)이다. |                  |
| 덕수궁 정관헌                  | 정관헌(靜觀軒) 정관헌(靜觀軒)은 덕수궁의 서양식 정자이다. 동양적인 요소가 가미된 서양식으로 1900년경에 건립되었을 것으로 추정될 뿐 정확한 건립년도는 알 수 없다. 아관파천 후 1897년에 고종이 러시아공사관에서 경운궁(덕수궁)으로 환궁할 무렵 몇 채의 서양식 건물을 궁내에 지었는데, 정관헌은 그 당시 건립된 초기 서양식 건물 중 유일하게 남아 있는 건물이기도 하다. 고종이 다과를 들고 외교사절단을 맞아 연회를 여는 등의 목적으로 사용하기 위해 건립되었다고 알려져 있으나 명확한 기록과 근거는 없다. 또한 고종이 이곳에서 커피를 즐겼다고 설이 있기는 하나 그에 대한 근거자료나 기록도 일체 존재하지 않는다. 다만 태조·고종·순종의 영정을 이곳에 봉안하였다는 기록이 존재할 뿐이다. | 근대식 구법 적용 |
| 석조전                         | 석조전(石造殿) 석조전(石造殿)은 덕수궁의 서양식 건물이다. 대한제국기 동안에 지어진 것으로, 한국에서 가장 오래된 신고전주의 양식의 석조 건물이다. 구한말 총세무사 브라운의 권유로 영국 사람 하딩(J. R. Harding)이 설계했다. 심의석(한국인), 사바틴(러시아인), 오가와(일본인), 데이비슨(영국인) 등이 감독으로 1900년 기공하여 1909년 준공했다. 정면 54m, 너비 31m의 3층 석조 건물로 지어졌다. 그리스 건축을 조형(祖型)으로 르네상스 양식을 가미한 이른바 콜로니얼 스타일(식민지 양식) 건물로서 같은 모양의 건물이 18세기 이후 영국 식민지의 여러 곳에 세워진 바 있다. | 근대식 구법 적용 |

### 일제강점기 및 현대 건축 영역
| 사진                 | 설명 | 비고                                                                       |
| -------------------- | --- | -------------------------------------------------------------------------- |
| 덕수궁 덕홍전 (2013) | 덕홍전 및 귀빈대합실(德弘殿) 일제강점기 조선의 이왕직 영건조직이 한식목구조+양식트러스 구법으로 설계하였으며, 1912년 준공되었다. 1911년에 건립된 덕수궁 내 현존 전각 중에 가장 나중에 건조된 전각으로 내외 귀빈이 황제를 알현하던 곳이다. 함녕전 서쪽에 있다. 정면 3칸, 측면 4칸의 이익공 팔작지붕으로 기단은 장대석을 3단으로 돌려 쌓고 알맞은 기둥 높이에 간결한 익공을 얹어 처마를 받게 하였다. 용마루에는 양성(양쪽으로 회반죽을 바름)하고 귀 마루에는 용두와 잡상을 얹어 잡귀와 화재에 대비하였고 지붕은 측면에 합각부를 가지고 있다.    | 근대식 구법 적용                                                           |
| Seoul-Deoksugung-10  | 조선고미술진열관 일제강점기 조선 당시 나카무라 요시헤이(中村與志平)가 설계해 1936년 기공하여 1938년 준공되었다. 철근콘크리트조 구법이다. 통칭 석조전 서관으로 불리며, 일제강점기 이왕가미술관으로 쓰였다. 광복 이후 1973년부터 국립현대미술관의 본관으로 사용되었다. 1986년 국립현대미술관이 과천으로 이전하였고, 1998년 국립현대미술관의 분관으로 정식 개관하였다. 개관 당시 이전에도 사용되어 오던 ‘덕수궁미술관’이라는 명칭을 사용하다가 2013년 국립현대미술관 서울관이 들어서면서 국립현대미술관 덕수궁관으로 명칭 변경하였다.            | 근대식 구법 적용                                                           |
| 돈덕전 정면 (2024)   | 돈덕전 돈덕전(惇德殿)은 덕수궁의 서북쪽에 위치했던 서양식 2층 건물이다. 고종 즉위 40주년 기념 행사장으로 사용하기 위해 1901년 즈음에 지어졌으며, 이후 대한제국기 외교를 위한 영빈관 및 알현관 등으로 사용되었다. 순종이 대한제국의 황제로 즉위한 장소이기도 하다. 외국에서 사절단이 방문했을 때 여기서 맞았다.1920년대에 일본제국에 의해 훼철되었다. 이후 1930년대에는 건물터가 아동유원지로 활용된 것으로 추정되며, 1945년 이후에는 덕수궁관리소 등의 용도로 가건물이 지어졌다가 발굴조사와 복원 작업을 위해 철거하는 등 다양한 이력이 있다. | * 멸실 (조선시대 건축물) * 2023년 철근콘크리트 구조의 현대식 건축물로 재건 |

### 선원전 영역

#### 선원전(璿源殿)
덕수궁 선원전은 1897년경 원래 포덕문 안쪽(현 함녕전 우측)에 건립되었으나 1900년경 화재로 소실된다. 이후 1901년경 영성문 안쪽의 자리에 복구한 후 사용되다가, 일제 강점기인 1920년경 헐린 뒤 의효전과 함께 창덕궁으로 이전되어 신선원전을 짓는데 활용된다.

##### 흥덕전(興德殿)
흥덕전은 고종대에 건립된 건물로, 덕수궁 선원전의 화재로 소실된 어진을 복원하기 위해 각 지역의 어진을 이안(다른 곳으로 옮겨 모시는 것)하고 모사(어떤 그림의 본을 떠서 똑같이 그리는 것)하는 이안청의 역할을 수행하고 효정왕후, 순명효황후, 순헌황귀비의 빈전으로 사용된 공간이다. 이후 일제 강점기인 1920년경 철거되었다. 문화재청이 2013년부터 2016년까지 발굴조사와 각종 자료를 비교 분석한 결과, 복도각, 행각과 삼문 등 각종 건물 배치를 파악했고, 2022년 11월부터 복원 공사에 들어가서 2027년까지 흥덕전 권역의 복원을 마치면 대한제국기 왕실 제례 의식을 재현하고, 국장과 관련한 전시를 개최하는 등 다양한 프로그램을 준비할 계획이다.

#### 흥복전(興福殿)
흥복전은 고종대에 건립된 건물이며, 경복궁 회안전을 이전해 건립한 것으로 추정된다. 1904년 효정왕후의 혼전으로 사용되었다. 이후 일제 강점기인 1920년경 철거되었다.

#### 의효전(懿孝殿)
의효전은 고종대에 건립된 건물이며, 경복궁 문경전을 이전해 건립한 것으로 추정된다. 1905년부터 순명효왕후의 혼전 의례를 시행하였다. 고종이 별세한 뒤인 1921년에 다시 덕수궁에서 창덕궁으로 옮겨졌다.
현재는 창덕궁 신선원전 영역에 이름이 같은 전각이 남아있다.

### 홍원 영역

#### 양이재
정관헌 너머 대한성공회 서울주교좌대성당 옆에는 예전에 황실 교육기관으로 쓰이던 양이재가 있다. 현재는 대한성공회 서울교구장 사무실로 사용하고 있다.

### 중명전 영역
| 사진           | 설명 | 비고             |
| -------------- | --- | ---------------- |
| Joongmyungjeon | 중명전(重明殿) 중명전(重明殿)은 덕수궁에 딸린 서양식 전각이다. 원래의 이름은 수옥헌(漱玉軒)이었으나, 1904년 경운궁(현 덕수궁) 화재 이후 고종이 이곳으로 거처를 옮기게 되면서 중명전으로 이름을 바꾸었다. 1905년 11월 18일 새벽, 중명전에서 〈을사늑약〉이 체결되었다. | 근대식 구법 적용 |
|                | 환벽정 | 멸실             |
|                | 수풍당 | 멸실             |
|                | 흠문각 | 멸실             |
|                | 만희당 | 멸실             |
|                | 강태실 | 멸실             |
|                | 정이재 | 멸실             |

## 기타 유물
- 광명문에는 흥천사명 동종과 국보 229호인 보루각 자격루(自擊漏)가 전시되어 있었으나, 광명문의 이전 복원과 함께 지금은 국립고궁박물관으로 이전되었다.[42] 이 자격루는 세종 때 만들어진 것을 중종 29년(1536년)에 보완한 것이었다. 신기전도 함께 전시되어 있었다.

## 교통
- ● 수도권 전철 1호선, ● 서울 지하철 2호선: [[시청역 (서울)|시청역]

## 사진

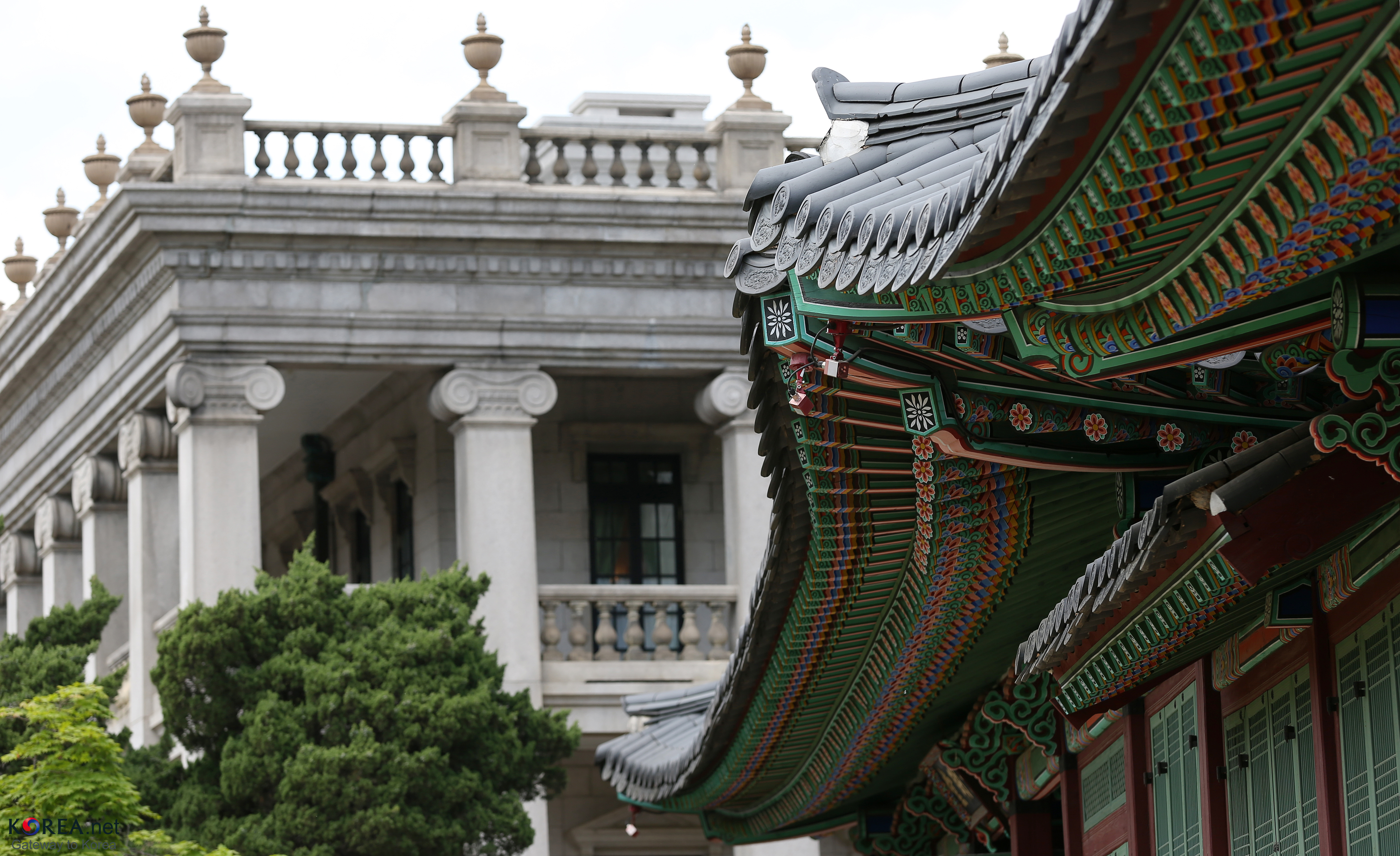
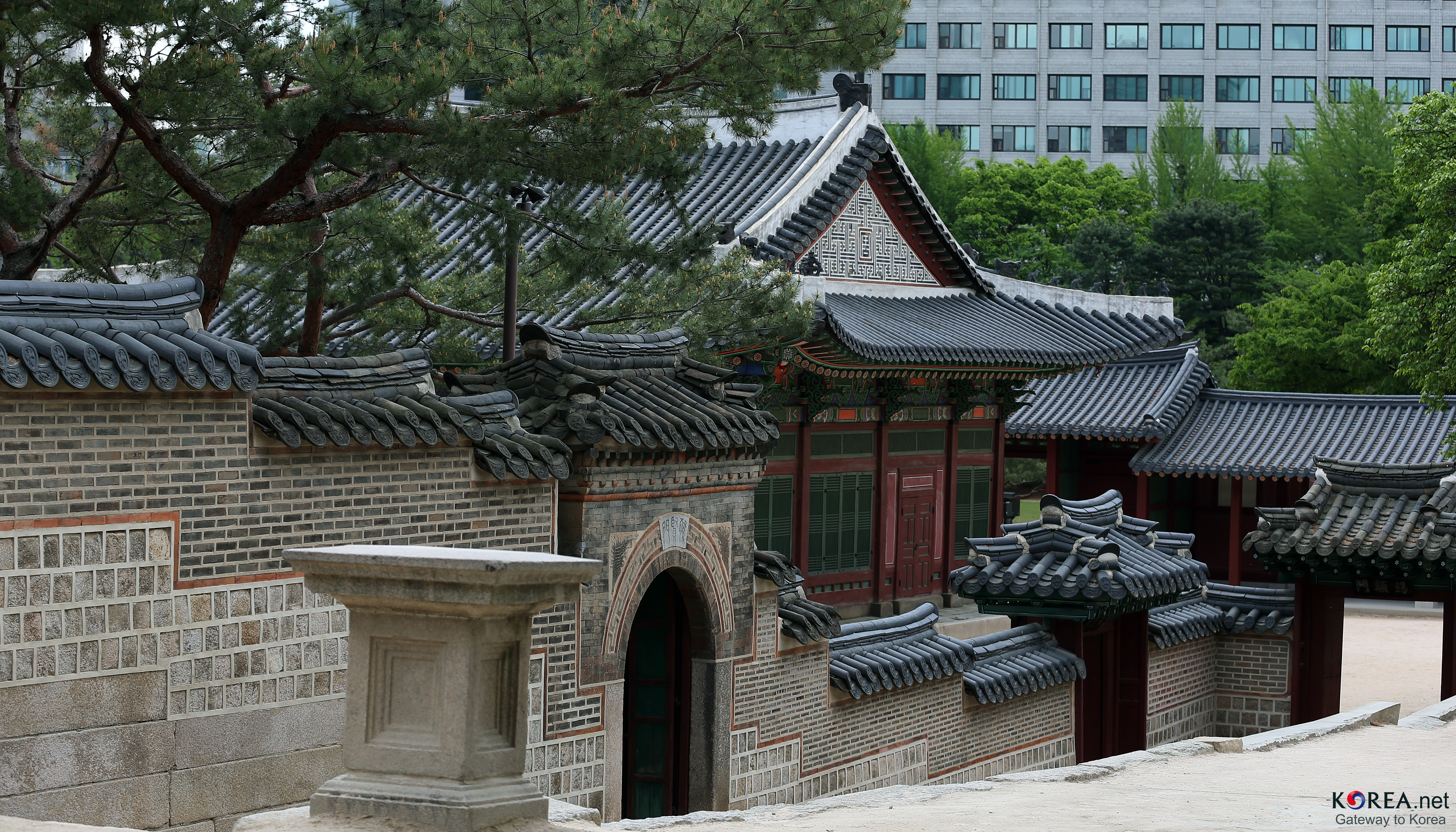
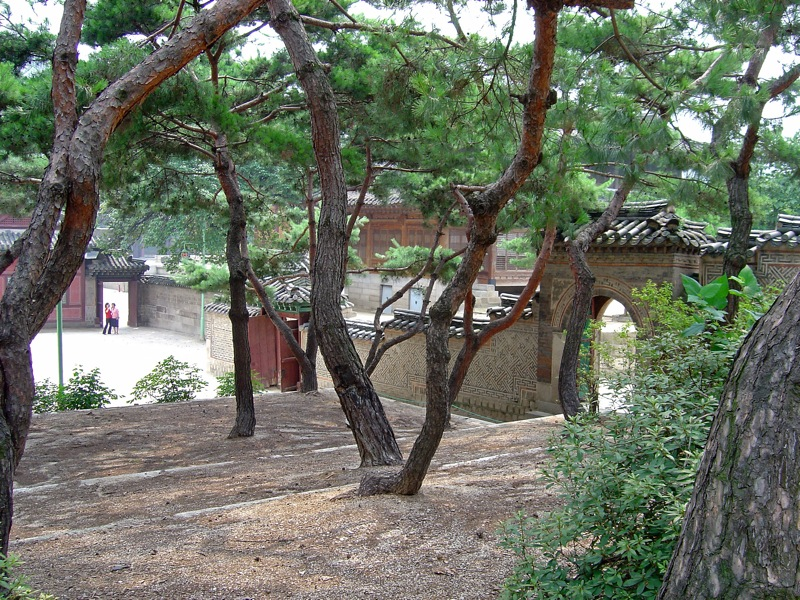
석어당에서 덕홍전으로 향하는 문
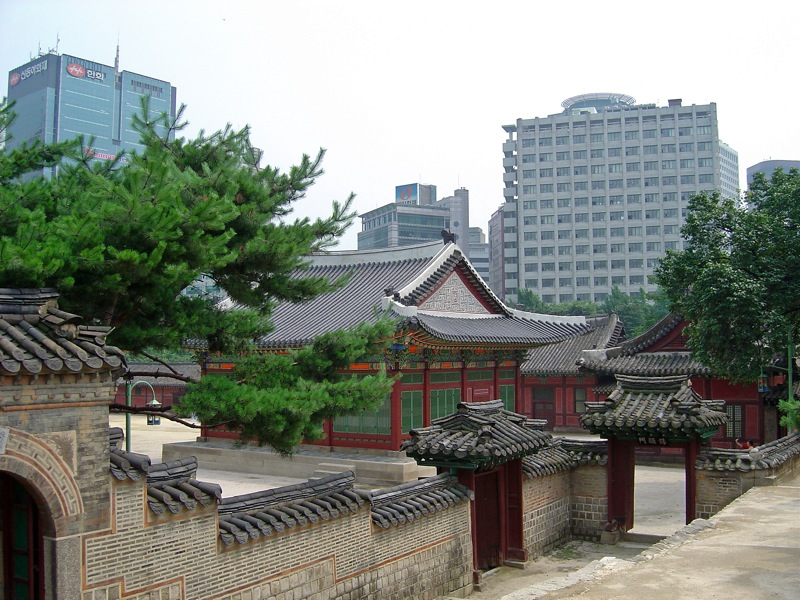
석어당에서 바라본 덕홍전
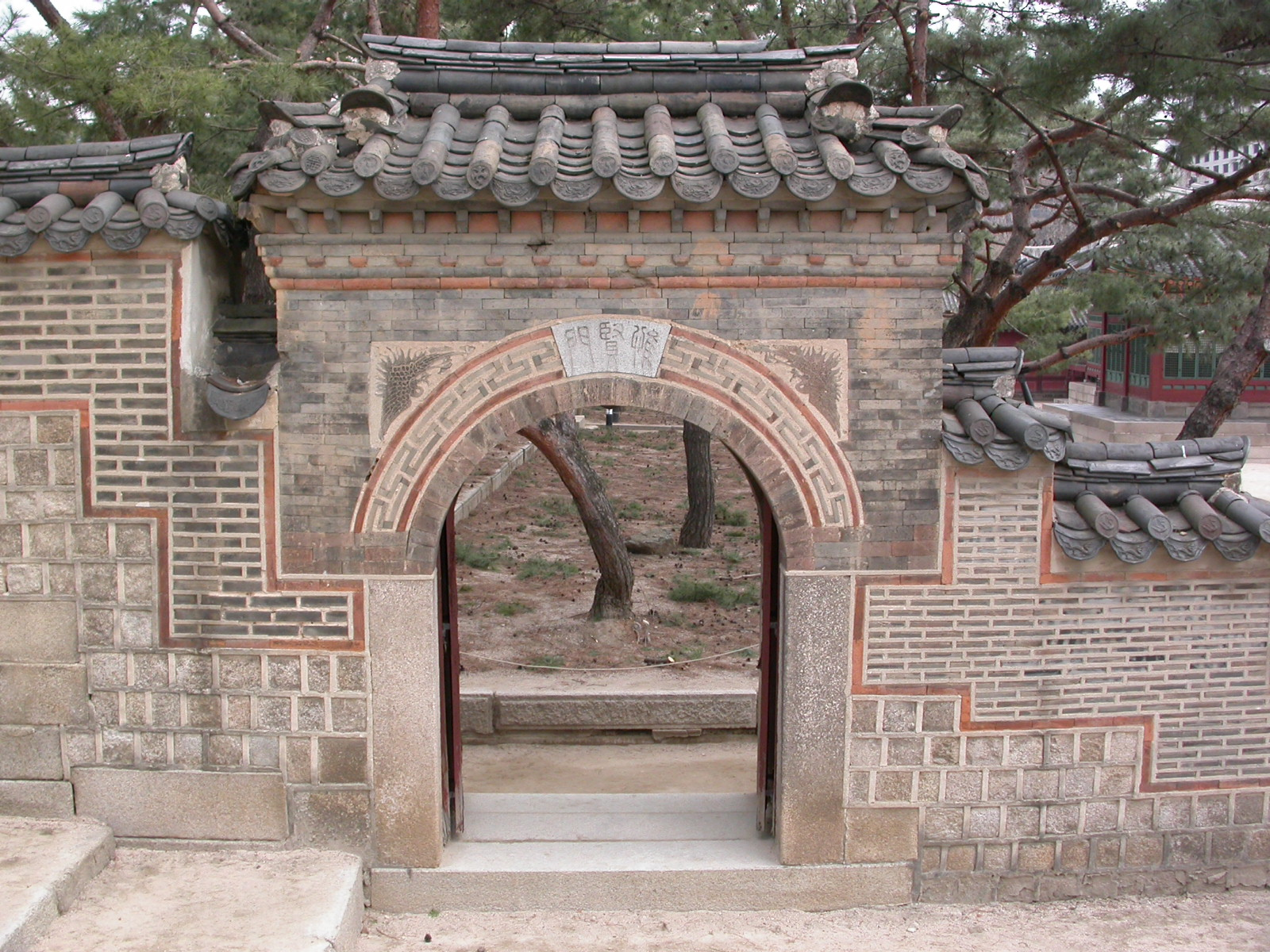
유현문

## 같이 보기
- 덕수궁 돌담길
- 대한문
- 중화전
- 경복궁
- 창덕궁
- 창경궁
- 경희궁
- 대한성공회 서울주교좌대성당

## 참고 문헌
- 《문화유적총람》, 문화재관리국, 1977
- 덕수궁 - 국가유산청 국가유산포털
- 이 문서에는 다음커뮤니케이션(현 카카오)에서 GFDL 또는 CC-SA 라이선스로 배포한 글로벌 세계대백과사전의 "양반관료의 문화, 석조전, 즉조당, 함녕전" 항목을 기초로 작성된 글이 포함되어 있습니다.
- 본 문서에는 서울특별시에서 지식공유 프로젝트를 통해 퍼블릭 도메인으로 공개한 저작물을 기초로 작성된 내용이 포함되어 있습니다.
- 이 문서에는 문화재청에서 공공누리 제1유형으로 배포된 자료를 바탕으로 한 내용이 포함되어 있습니다.